# Ángel Sánchez de la Torre
Ángel Sánchez de la Torre (Ribadesella, 1929- Madrid, 24 de diciembre de 2019) fue un jurista español procedente de Liébana (Cantabria). Fue Catedrático Emérito de Filosofía del Derecho en la Universidad Complutense y  Académico de número en la Real Academia de Jurisprudencia y Legislación. Estuvo especializado en los aspectos sociológicos y de los derechos humanos en la Filosofía del Derecho. 

## Biografía
Fue hijo de Epifanio Sánchez y de María de la Torre, ambos maestros de escuela, quienes le inculcaron el amor por el conocimiento y el aprendizaje. Nació en Ribadesella, donde su padre ejercía de Maestro. A los cinco años volvió a Liébana donde el padre de Ángel había montado una academia que preparaba a los alumnos para  la Escuela Normal de Magisterio y para estudiar el bachillerato por libre. Él mismo se formó en la Escuela y estudió el bachillerato en la Universidad de Comillas, terminándolo en Oviedo donde también estudió Magisterio. Mientras ejercía de profesor de escuela fue estudiando Derecho, siguiendo la estela de su padre, quien se había licenciado en Derecho y preparaba las oposiciones a juez cuando estalló la Guerra Civil.  Utilizando los libros de su padre, se examinó en Oviedo por libre, y finalmente se licenció en Derecho por la Universidad de Oviedo e ingresó en el Cuerpo de Jueces Comarcales. En 1957 obtuvo el Doctorado con la tesis Teoría de la justicia en los teólogos españoles de los siglos XVI y XVII.
Fue profesor adjunto y posteriormente Catedrático de Filosofía del Derecho de la Universidad Complutense de Madrid y director del Departamento de Filosofía del Derecho y del Instituto de Metodología e Historia de la Ciencia Jurídica. También ejerció su docencia en las Universidades de Valencia, La Laguna, Deusto y San Sebastián.

Su procedencia rural le marcó en su desarrollo profesional. Estaba especializado en Sociología y en Derechos Humanos. Según él, su mejor escuela había sido el contacto con los campesinos de Liébana y su mentalidad:
"Lo que yo soy no lo define ni mi profesión ni mis conocimientos, sino lo que yo siento al estar con mis parientes, entre mis vecinos y frente a los horizontes quebrados de los Picos de Europa".
Mantenía una estrecha relación con sus orígenes, pasando largas temporadas en Potes, en la aldea rural de Casillas. 
Llegó a ser miembro de la Real Academia de Jurisprudencia y Legislación desde 1994, siendo el académico número 35: En ella dirigió diversos seminarios: La relevancia jurídica, Pensando el Derecho en el siglo XX, Noción de capacidad jurídica y Raíces de lo ilícito. También fue miembro de la Real Academia de Doctores de España, canciller y vicepresidente primero del Instituto de España y también fue doctor honoris causa por la Universidad Montesquieu de Burdeos.
Estuvo casado con Margarita Navarro de quien enviudó. Funcionaria del Cuerpo Facultativo de Archivos, Bibliotecas y Museos, con ella tuvo dos hijos, Angel José, profesor de Derecho Constitucional, y Luis, catedrático de Nuevo Testamento y sacerdote.
Sánchez de la Torre también fue miembro del Centro de Estudios Montañeses, y Vocero de Liébana, en el año 2008. En 2019 recibió la Estela de Oro de las Letras de Cantabria.
Fue autor de numerosos estudios sobre Historia de la Filosofía Jurídica, Derecho Natural, Teoría del Derecho, Sociología del Derecho, Derechos Humanos y Filología. Entre sus obras destacan: "¿Por qué se es responsable jurídicamente?", "Raíces de lo ilícito y razones de licitud", "Fundamentos de conocimiento jurídico: la capacidad jurídica".